# Café Mille Colonnes

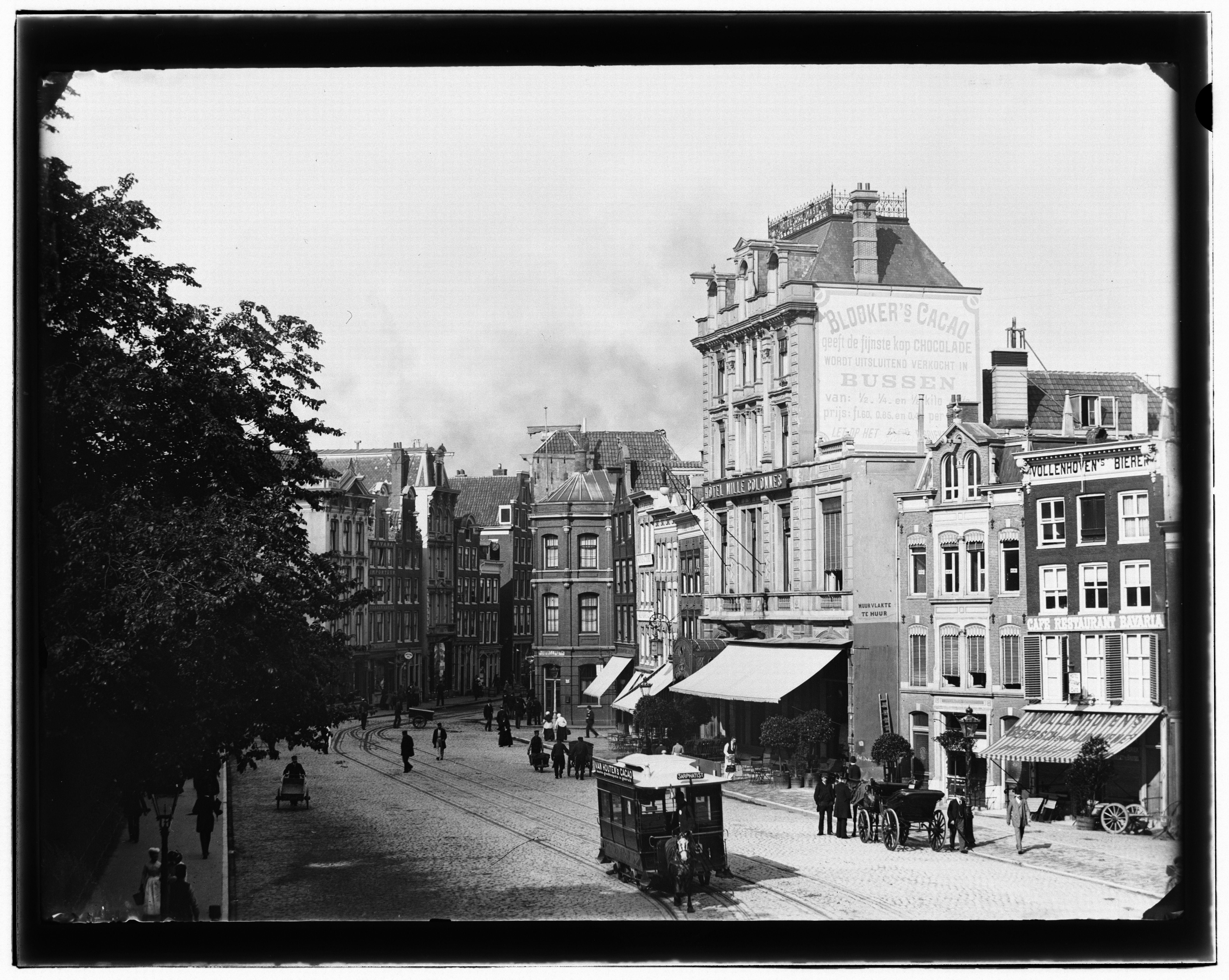
Café en hotel-restaurant Mille Colonnes (het hoge gebouw) op het Rembrandtplein in 1890 (door Jacob Olie)

Café Mille Colonnes, met bijbehorend hotel en restaurant, was een vermaard etablissement op het Rembrandtplein in Amsterdam, eind 19e en begin 20ste eeuw. Het werd in 1920 afgebroken.

## Geschiedenis
Het café werd in januari 1880 geopend. Architect Isaac Gosschalk was verantwoordelijk voor het ontwerp van het gebouw in eclectische stijl. Bierbrouwerij Heineken was de financier en eigenaar. Het café bevond zich op de begane grond. Op de etages erboven waren een restaurant en hotelkamers. Het gebouw had voor die tijd moderne snufjes. Het café was het eerste in Nederland waar bier werd getapt met zuiver koolzuurgas, wat tot die tijd nog met gewone lucht gebeurde. Voor de verwarming was het gehele gebouw voorzien van zogenaamde calorifères, oftewel radiatoren (centrale verwarming). In die tijd nog een novum. De naam Mille Colonnes was ontleend aan de vele gietijzeren pilaren in het café, die door de spiegels aan de wanden eindeloos weerspiegeld werden. In de volksmond heette het café Mast, genoemd naar de eerste uitbater, Joseph Mast.
Het café stond bekend om haar rijke innerlijk: een groot aantal zwaar vergulde kroonluchters met gasverlichting aan het plafond, wanden met grote spiegels waarin de pilaren en de vele lichtjes werden weerkaatst, marmeren tafeltjes en stijlvolle meubels. Achter de 10 meter lange voorzaal, bevond zich een biljartzaal waarin zeven biljarttafels stonden opgesteld. Door sommigen werd het als het mooiste café van Amsterdam beschouwd.
Eigenaar Heineken liet het gebouw in 1920 slopen, waarna zakenman Dirk Reese er een modern café-cabaret voor in de plaats zette, naar ontwerp van architect L.A.H. De Wolf. De naam Mille Colonnes werd behouden. Professionele dansparen demonstreerden er de nieuwste dansen, terwijl in de stad nog altijd een dansverbod gold. Toen de burgemeester     in april 1924 zes dansvergunningen verleende, ging een ervan naar Mille Colonnes.
Op 26 november 1927 zouden de cabaretier Jean-Louis Pisuisse en zijn vrouw Jenny Gilliams hier optreden. Toen zij vanuit Hotel Schiller, waar ze hadden gegeten, het Rembrandtsplein overstaken, werden ze bij het standbeeld van de schilder doodgeschoten door de ex-minnaar van Gilliams.
Het café werd gesloten in 1929, toen het gebouw verbouwd werd tot bioscoop. Momenteel zit café-discotheek Escape op de locatie, in een modern pand.

## Bezoekers
Het café trok veel kunstenaars. Vaste gasten waren de dichter Willem Kloos, de schilders Willem Witsen en Isaac Israëls, kunstenaar Jacobus van Looy, en toneelspeler Herman Heijermans. Ook bestuurders van de Algemene Nederlandse Diamantbewerkersbond (ANDB) troffen elkaar hier regelmatig.